# Horseroed
Horseroed fue un campo de concentración situado en Dinamarca. Fue creado en 1917.

## Historia
El campo de Horseroed está situado en la zona de Selandia del norte. Se construyó en 1917 para recluir a los prisioneros de guerra rusos de la Primera Guerra Mundial. Posteriormente y con la ocupación nazi se transformó en campo de concentración para prisioneros comunistas. Por Horseroed pasaron unos 100 prisioneros republicanos españoles que venían de la guerra civil española.
- Datos: Q5902344